# Opolski Festiwal Skoków 2019
XIV Opolski Festiwal Skoków – 14. edycja zawodów lekkoatletycznych, która odbyła się w dniach 22–23 czerwca 2019 roku na Stadionie im. Opolskich Olimpijczyków w Opolu. Zawodnicy brali udział w konkurencji skoku wzwyż.

## Wyniki
| Konkurencja              | 1. miejsce           | Wynik  | 2. miejsce         | Wynik  | 3. miejsce           | Wynik  |
| Skok wzwyż mężczyzn      | Edgar Rivera         | 2,24 m | Trevor Barry       | 2,24 m | Joel Castro          | 2,24 m |
| Skok wzwyż kobiet        | Nadiya Dusanova      | 1,86 m | Iryna Heraszczenko | 1,86 m | Alessia Trost        | 1,86 m |
| Skok wzwyż juniorów U-16 | Gracjan Wiśniewski   | 1,96 m | Dominik Wiśniewski | 1,80 m | Jakub Doudera        | 1,68 m |
| Skok wzwyż juniorek U-16 | Katarzyna Kokot      | 1,70 m | Julia Jacak        | 1,63 m | Eliška Zimmermannová | 1,54 m |
| Skok wzwyż juniorów U-18 | Mateusz Kołodziejski | 2,04 m | Jakub Hołub        | 1,98 m | Bartosz Krzywiński   | 1,95 m |
| Skok wzwyż juniorek U-18 | Patrycja Owczarek    | 1,66 m | Klaudia Kronburg   | 1,63 m | Julia Moszura        | 1,63 m |
| Skok wzwyż juniorów U-20 | Adrian Kordoński     | 2,07 m | Jakub Bujak        | 2,04 m | Marcin Jachym        | 2,04 m |
| Skok wzwyż juniorek U-20 | Wiktoria Miąso       | 1,75 m | Urszula Szczuko    | 1,72 m | Julia Dutkiewicz     | 1,72 m |